# Triannulata magna
Triannulata magna är en ringmaskart som beskrevs av Goodnight 1940. Triannulata magna ingår i släktet Triannulata och familjen Cambarincolidae. Inga underarter finns listade i Catalogue of Life.